# 小行星3722
小行星3722（英語：3722 Urata）是一颗围绕太阳公转的小行星。1927年10月29日，卡尔·威廉·雷睦斯在海德堡发现了此天体。
这颗小行星的绝对星等为136.2884386076302等。